# Alžbeta Štrkulová
Alžbeta Štrkulová, provdaná Šebová (* 14. srpna 1945 Košice) je slovenská modelka, televizní hlasatelka a herečka.
Účinkovala ve folklorním souboru, studovala košickou univerzitu.
V roce 1967 vyhrála soutěž Dívka roku a reprezentovala ČSSR na Miss World, kde obsadila šesté místo.
Od roku 1962 působila jako hlasatelka košického studia Československá televize. Hrála ve slovenských filmech Tri dcéry (1967, režie Štefan Uher) a Traja svedkovia (1968, režie Paľo Bielik), roli Gemmy Roselli ztvárnila v adaptaci Turgeněvovy prózy Jarní vody, kterou natočil Václav Krška. Také vystoupila v televizních filmech Čas slunce a růží, Pomsta starej dámy a 87. revír, byla též hlavní moderátorkou televizní silvestrovské estrády 1975 Silvestr na Silvestru, která byla tehdy poprvé natočena barevně.
Za svoji práci pro televizi obdržela cenu Zlatý krokodýl.
V roce 1997 uváděla světové finále soutěže Miss Universe konané na Havaji.